# Gerres
Gerres és un gènere de peixos pertanyent a la família dels gerrèids.

## Descripció
- Cos comprimit,
- Preopercle llis.
- En les espècies del Nou Món, la segona espina dorsal és més curta que la distància que hi ha des de l'extrem del musell fins a la part posterior de l'ull.
- Aleta pectoral llarga (normalment, arriba més enllà de l'origen de l'aleta anal) i punxeguda.
- Aleta caudal fortament bifurcada.
- Els costats del cos presenten 6-10 franges fosques.

## Taxonomia
- Gerres akazakii (Iwatsuki, Kimura & Yoshino, 2007)[2]
- Gerres argyreus (Forster, 1801)
- Gerres baconensis (Evermann & Seale, 1907)[3]
- Gerres chrysops (Iwatsuki, Kimura & Yoshino, 1999)
- Gerres cinereus (Walbaum, 1792)
- Gerres decacanthus (Bleeker, 1865)[4]
- Gerres equulus (Temminck & Schlegel, 1844)
- Gerres erythrourus (Bloch, 1791)
- Gerres filamentosus (Cuvier, 1829)
- Gerres infasciatus (Iwatsuki & Kimura, 1998)
- Gerres japonicus (Bleeker, 1854)
- Gerres kapas (Bleeker, 1851)
- Gerres limbatus (Cuvier, 1830)
- Gerres longirostris (Lacépède, 1801)
- Gerres macracanthus (Bleeker, 1854)
- Gerres maldivensis (Regan, 1902)
- Gerres methueni (Regan, 1920)
- Gerres microphthalmus (Iwasuki, Kimura & Yoshino, 2002)
- Gerres mozambiquensis (Heemstra & Iwatsuki, 2007)
- Gerres nigri (Günther, 1859)
- Gerres oblongus (Cuvier, 1830)
- Gerres ovatus (Günther, 1859)
- Gerres oyena (Forsskål, 1775)
- Gerres phaiya (Iwatsuki & Heemstra, 2001)
- Gerres philippinus (Günther, 1862)
- Gerres ryukyuensis (Iwatsuki, Kimura & Yoshino, 2007)
- Gerres setifer (Hamilton, 1822)
- Gerres shima (Iwatsuki, Kimura & Yoshino, 2007)
- Gerres silaceus (Iwatsuki, Kimura & Yoshino, 2001)
- Gerres subfasciatus (Cuvier, 1830)[5][6][7][8][9][10]